# Coco Rocha
Mikhaila Rocha detta Coco (Vancouver, 10 settembre 1988) è una supermodella canadese. È stata una delle poche modelle ad aver pubblicamente parlato del grande numero di persone affette da anoressia nel campo della moda, e come i disordini alimentari vengano addirittura incoraggiati.

## Biografia
Di origini irlandesi, russe, e gallesi, Coco Rocha viene scoperta all'età di 14 anni durante un concorso di danza irlandese a Vancouver nel 2002 dall'agente Charles Stuart. La Rocha comincia a lavorare come modella, continuando al contempo i propri studi.
È una devota testimone di Geova e per tale motivo rifiuta di fare molti lavori che spesso vengono richiesti alle modelle di alto livello, come posare nuda o con sigarette. In una sua intervista a Elle rivela quanto la sua fede influisca positivamente sulla sua carriera.
Il 9 giugno 2010 sposa James Conran, che successivamente diviene il suo agente. La coppia ha tre figli: Ioni James, nata il 28 marzo 2015, Iver Eames, nato il 20 aprile 2018, nonché Iley Ryn, nata il 25 novembre 2020.

## Carriera

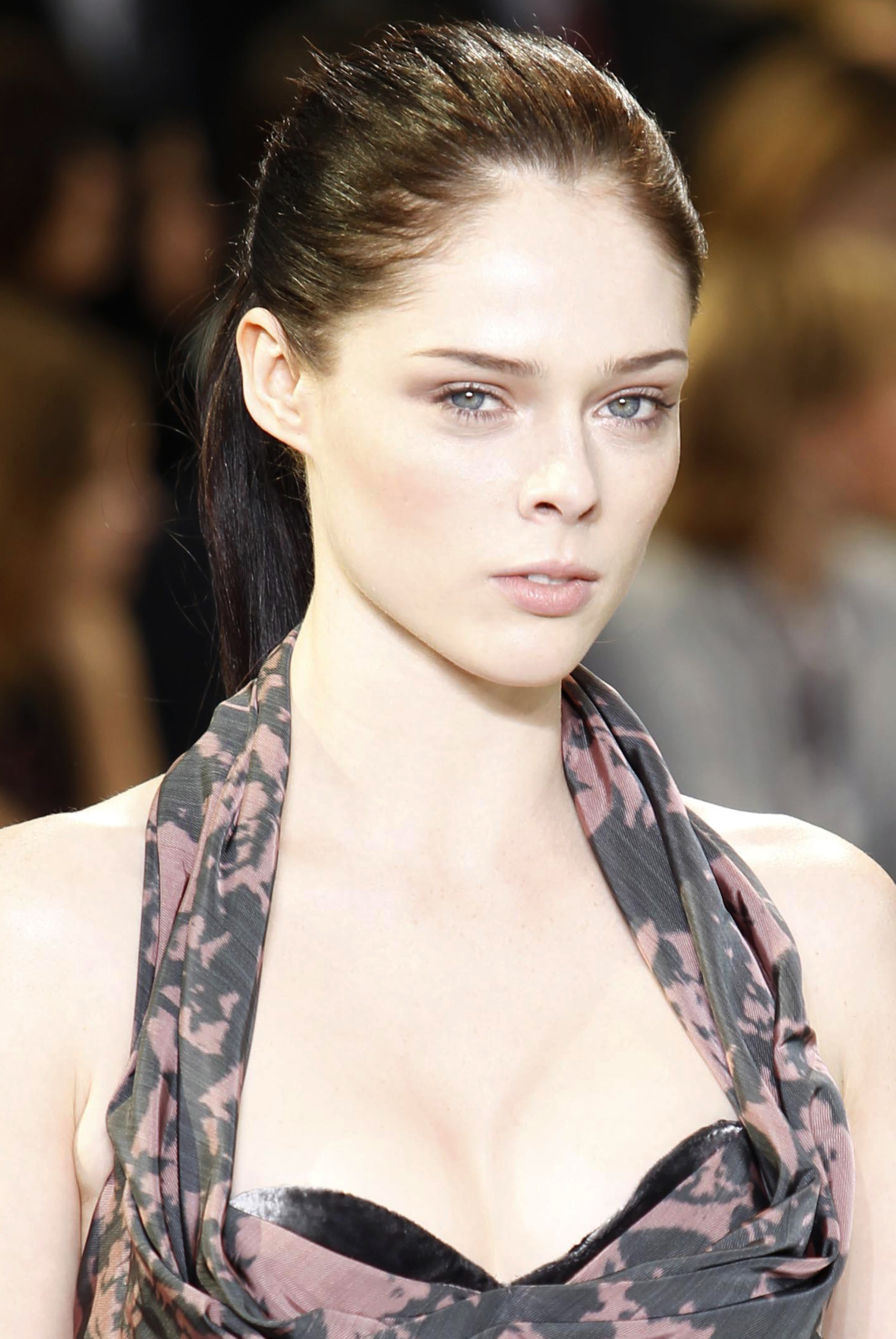
Coco Rocha in passerella per Louis Vuitton.

Nel 2004 calca le sue prime passerelle a New York, sfilando per As Four, Miguel Adrove e Nom D.
Il 2006 è l'anno in cui la carriera da top model della Rocha decolla a livello internazionale.
A febbraio infatti appare sulla copertina di Vogue Italia, e sfila tra New York, Milano e Parigi per grandi case di moda come: Anna Sui, Marc Jacobs, Dolce & Gabbana, Prada, Versace, Chanel, John Galliano, Louis Vuitton, Paco Rabanne e altre ancora. È proprio durante le sfilate newyorkesi che la Rocha conosce la supermodella Naomi Campbell, che le confessa il proprio apprezzamento nei suoi riguardi.
Sempre nel 2006 la Rocha diventa testimonial delle campagne pubblicitarie di Balenciaga e di Dolce & Gabbana (fotografata per quest'ultima da Steven Meisel).
In seguito a questi successi Vogue America la nominerà supermodella e il sito style.com la cita come una delle nuove star delle passerelle internazionali.
Con il crescere del suo successo nel settore cresce anche il numero delle sue sfilate stagione dopo stagione: Hermès, Christian Dior, Christian Lacroix, Valentino, Gucci, Givenchy, Alexander McQueen, Donna Karan, Ralph Lauren, Narciso Rodriguez, Oscar de la Renta, Zac Posen, Fendi, Cacharel, Michael Kors, Bottega Veneta, Costume National, Emanuel Ungaro, Diane von Fürstenberg, Paco Rabanne, Karl Lagerfeld, Salvatore Ferragamo, Céline, Vivienne Westwood, John Galliano, Carolina Herrera, Lacoste, Kenzo, Lanvin, Missoni, Belstaff, Elie Saab, Roberto Cavalli, Miu Miu, Yves Saint Laurent, Burberry, Alessandro Dell'Acqua, Stella McCartney, Sonia Rykiel, Etro, Max Mara, Matthew Williamson, Emilio Pucci e moltissime altre.
Nel 2007 diventa testimonial della campagna pubblicitaria di Lanvin fotografata da Steven Meisel e rinnova il contratto come testimonial di Balenciaga.
A febbraio appare, per la seconda volta nella sua carriera, sulla copertina di Vogue Italia e su quella di Vogue Giappone insieme alla top model Sasha Pivovarova.
In marzo durante la sfilata parigina di Jean Paul Gaultier appare in passerella danzando un tipico ballo irlandese, sport che pratica fin da bambina, riscuotendo ampi consensi dal pubblico della sfilata.
Nel maggio 2007 compare sulla copertina di Vogue statunitense, insieme a Doutzen Kroes, Caroline Trentini, Raquel Zimmermann, Sasha Pivovarova, Agyness Deyn, Jessica Stam, Hilary Rhoda, Chanel Iman, e Lily Donaldson, citate da Anna Wintour come nuove supermodelle internazionali.
Compare in seguito anche sulla copertina di Flare, Fashion, Numéro, French, W, Harper's Bazaar, Dazed, i-D, Time Style & Design, fra le altre.
In novembre appare per la seconda volta sulla copertina di Numéro Francia.

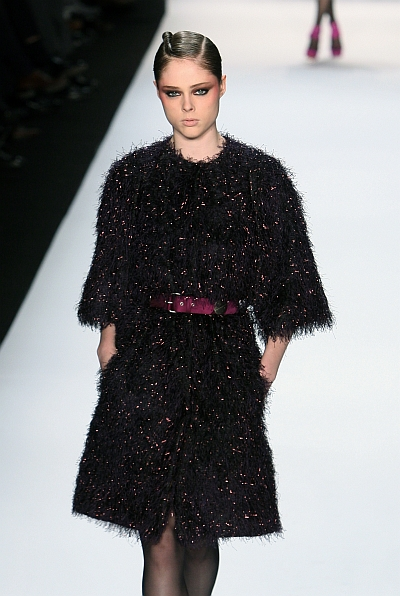
Coco Rocha in passerella nel febbraio 2008

Nel 2008 diventa il volto del nuovo profumo Elle di Yves Saint Laurent, per il quale viene anche girato un celebre spot televisivo ad alta rotazione.
Appare sul Calendario Pirelli 2008 fotografata da Patrick Demarchelier e diventa testimonial di Christian Dior insieme alla modella Jessica Stam (fotografate da Craig McDean).
Sempre nello stesso anno Karl Lagerfeld in persona la fotografa per la campagna pubblicitaria di Chanel "Paris-London Collection." e Steven Meisel la fotografa insieme alla top model Karen Elson per la campagna pubblicitaria del marchio Phi. Diventa anche il nuovo volto di Gap.
Nel 2009 diventa il volto delle campagne pubblicitarie di DeBeers, Calvin Klein "Ck One" fragrance e Yves Saint Laurent Make-Up.
Continua a dominare le passerelle sfilando per gli stilisti più importanti tra New York, Londra, Milano e Parigi e gli editoriali di autorevoli riviste di moda.
In gennaio appare sulla copertina di Vogue Spagna. A settembre partecipa alla Settimana della moda di New York sfilando per Arise: African Fashion Collective, Diane von Fürstenberg e chiudendo gli show di Zac Posen.
Nel 2013 partecipa allo show The face, accanto a Naomi Campbell e Karolína Kurková, talent dove, in competizione tra di loro, hanno il compito di trovare la supermodel del futuro.

## Campagne pubblicitarie
Americana Manhasset, Balenciaga, Balenciaga eyewear, Barney's New York, Benpin, Calvin Klein "CK One" fragrance, Chanel "Paris-London" collection, Christian Dior, Christian Dior eyewear, D&G, De Beers, Dolce & Gabbana, Dolce & Gabbana eyewear, H&M, Lanvin, MINE, Phi, The Gap, Tommy Hilfiger, Voice of Voice, Yves Saint Laurent "Elle" fragrance, Yves Saint Laurent make-up.

## Copertine
- America: Time (Supplemento Style & Design) - Primavera/Estate 2007; Vogue - Maggio 2007; WWD Beauty Biz - Novembre 2008
- Brasile: Vogue - Marzo 2008
- Canada: The Look - Autunno/Inverno 2006; Strut - Primavera/Estate 2007; Verve Girl - Settembre 2007; Flare - Gennaio 2008; Fashion - Agosto 2008; Elle - Settembre 2008; Elle Quebec - Settembre 2008; Glow - Settembre 2008; Elle - Marzo 2009
- Corea: W - Marzo 2007; W - Ottobre 2007; Vogue - Maggio 2007; Vogue - Agosto 2007; Vogue - Dicembre 2007; W - Marzo 2008; Harper's Bazaar - Agosto 2008; Vogue - Agosto 2008
- Danimarca: Dansk - Autunno/Inverno 2008
- Francia: Numéro - Dicembre 2006; Numéro - Gennaio 2007; French Revue de Modes - Primavera/Estate 2007; Numéro - Novembre 2007; French Revue de Modes - Primavera/Estate 2008; Photo - Maggio 2008; French Revue de Modes - Autunno/Inverno 2008
- Giappone: Vogue - Febbraio 2007; Vogue - Maggio 2007; Numéro - Maggio 2007; Numéro - Ottobre 2008; Dazed - Ottobre 2008
- Inghilterra: Dazed & Confused - Ottobre 2006; i-D - Novembre 2006
- Irlanda: Image - Ottobre 2008
- Italia: Vogue - Aprile 2006; Vogue - Febbraio 2007; Vogue - Novembre 2007; Elle - Gennaio 2011; L'Officiel Italia - Settembre 2014
- Messico: Vogue - Ottobre 2008
- Russia: Harper's Bazaar - Agosto 2007; Harper's Bazaar - Giugno 2008
- Spagna: Vogue - Gennaio 2009

## Agenzie
- Women Management - New York Milano Parigi